# Zar je važno dal se peva ili pjeva
Zar je važno dal se peva ili pjeva osamnaesti je album Lepe Brene, odnosno sedmi samostalni.
Izdao ga je Grand Production 1. ožujka 2018. godine.
Singli s albuma su istoimena pjesma, »Boliš i ne prolaziš«, »Kao nova« i »Srećna žena«.

## Popis pjesama
| Br. | Skladba                              | Trajanje |
| --- | ------------------------------------ | -------- |
| 1.  | »Zar je važno dal se peva ili pjeva« | 4:10     |
| 2.  | »Boliš i ne prolaziš«                | 3:44     |
| 3.  | »Srećna žena«                        | 3:19     |
| 4.  | »A kako ću ja«                       | 4:07     |
| 5.  | »Kao nova«                           | 3:30     |
| 6.  | »Kad jedno voli za oboje«            | 4:19     |
| 7.  | »Sve smo mi krive«                   | 3:03     |
| 8.  | »Bolje ne«                           | 3:20     |
| 9.  | »Sigurno«                            | 3:35     |
| 10. | »Tako si juče«                       | 3:37     |

## Izdanja
| Regija | Datum               | Format(i) | Izdavač          | Ref.  |
| ------ | ------------------- | --------- | ---------------- | ----- |
| Srbija | 1. ožujka 2018.     | CD        | Grand Production | [ 1 ] |
| Srbija | 14. listopada 2019. | LP        | beoNOVA          | [ 1 ] |